# Speedy West
Wesley Webb „Speedy“ West (* 25. Januar 1924 in Springfield, Missouri; † 15. November 2003 in Broken Bow, Oklahoma) war ein US-amerikanischer Gitarrist und Country-Musiker. Er gilt als einer der virtuosesten bekannten Steel Guitar-Spieler.

## Leben
West stammte aus einem musikalischen Elternhaus, sein Vater sang in der Freizeit Gospellieder. Aufgewachsen in Missouri, zog Speedy West 1946 nach Kalifornien, wo er sein musikalisches Debüt in den Begleitbands von Tex Williams und Hank Penny machte. Seine musikalischen Fähigkeiten, vor allem sein Steel Guitar-Spiel, machte ihn an der gesamten Westküste der USA berühmt. Mit seinem Partner, dem Gitarristen Jimmy Bryant, war er der erste Musiker, der bei den Capitol Records reine Instrumentalstücke aufnehmen durfte. In den folgenden Jahren veröffentlichte er solche Klassiker wie Speedin’ West, Railroadin’ und Georgia Steel Guitar.
Neben seinen eigenen Aufnahmen wirkte West auch als Begleit-Musiker anderer Country-Sänger wie Sheb Wooley, Tennessee Ernie Ford, Ferlin Husky, Cliffie Stone und Jean Shepard mit. West war zu dem berühmtesten und erfolgreichsten Steel-Gitarristen der 1950er Jahre aufgestiegen. Nicht nur im Bereich der Country-Musik, sondern auch im Jazz und Pop wurde er eingesetzt, unter anderem spielte er mit Bing Crosby und Spike Jones zusammen.
1981 erlitt West einen Schlaganfall, der seine musikalische Karriere beendete; er trat jedoch noch weiterhin öffentlich als Moderator und Gast auf. 1980 war er in die Steel Guitar Hall of Fame aufgenommen worden.

## Diskografie
| Jahr             | Titel                                  | Anmerkungen                         |
| ---------------- | -------------------------------------- | ----------------------------------- |
| Capitol Records  |                                        |                                     |
| 1950             | Steel Strike / Twilight Time In Texas  | A-Seite mit Cliffie Stone           |
| 1950             | Bryant’s Boogie / Leetie Juan Pedro    |                                     |
| 1951             | Stainless / Railroadin’                |                                     |
| 1951             | Liberty Bell Polka / T Bone Rag        |                                     |
| 1951             | Hubcap Roll / Truck Drivers Ride       |                                     |
| 1951             | Roadside Rag / Crackerjag              |                                     |
| 1952             | Midnight Ramble / Georgia Steel Guitar |                                     |
| 1952             | Comin’ On / Pickin’ The Chicken        |                                     |
| 1953             | Bryant’s Bounce / Serenade To A Frog   |                                     |
| 1953             | Lover Man / Pennies From Heaven        |                                     |
| 1953             | Speedin’ West / Skiddle Dee Boo        |                                     |
| 1953             | Steel Guitar Rag / One Rose            | mit Cliffie Stone                   |
| 1953             | Sunset / That Ain’t The Blues          |                                     |
| 1954             | Jammin’ with Jimmy / Hometown Polka    |                                     |
| 1954             | Stratosphere Boogie / Deep Water       |                                     |
| 1954             | Bustin’ Thru / Our Paradise            |                                     |
| 1955             | West Of Samoa / Flippin’ The Lid       |                                     |
| 1955             | Popcorn Song / Barracuda               | mit Cliffie Stone                   |
| 1955             | Cotton Pickin’ / Sleepwalkers Lullaby  |                                     |
| 1955             | Steelin’ Moonlight / Caffeine Patrol   | ohne Jimmy Bryant                   |
| 1955             | Steelin’ Moonlight / Caffeine Patrol   |                                     |
| 1956             | Frettin’ Fingers / Chatterbox          |                                     |
| 1956             | Shufflebox Rag / Yankee Clover         |                                     |
| 1956             | Pickin’ Peppers / Pushin’ The Blues    |                                     |
| 1956             | Water Baby Blues / Sand Canyon Swing   |                                     |
| 1957             | Night Rider / Rolling Sky              |                                     |
| 1957             | Shawnee Trot / On The Alamo            | ohne Jimmy Bryant                   |
| Imperial Records |                                        |                                     |
| 1967             | Shinbone / Tabasco Road                | unter dem Pseudonym Orville and Ivy |
| 1967             | Please Pass the Bisuits / Slow Poke    | unter dem Pseudonym Orville and Ivy |